# Austroraptus juvenilis
Austroraptus juvenilis is een zeespin uit de familie Ammotheidae. De soort behoort tot het geslacht Austroraptus. Austroraptus juvenilis werd in 1915 voor het eerst wetenschappelijk beschreven door Calman. 